# ایوان پانفیلوف
ایوان پانفیلوف (روسی: Иван Васильевич Панфилов؛ ۱ ژانویهٔ ۱۸۹۳ – ۱۸ نوامبر ۱۹۴۱) فرد نظامی اهل امپراتوری روسیه بود.
وی همچنین برندهٔ جوایزی همچون نشان پرچم سرخ، قهرمان اتحاد شوروی، مدال دفاع از مسکو، و نشان لنین شده‌است.